# Mitraria coccinea
Mitraria coccinea là một loài thực vật có hoa trong họ Tai voi. Loài này được Cav. mô tả khoa học đầu tiên năm 1801.

## Hình ảnh

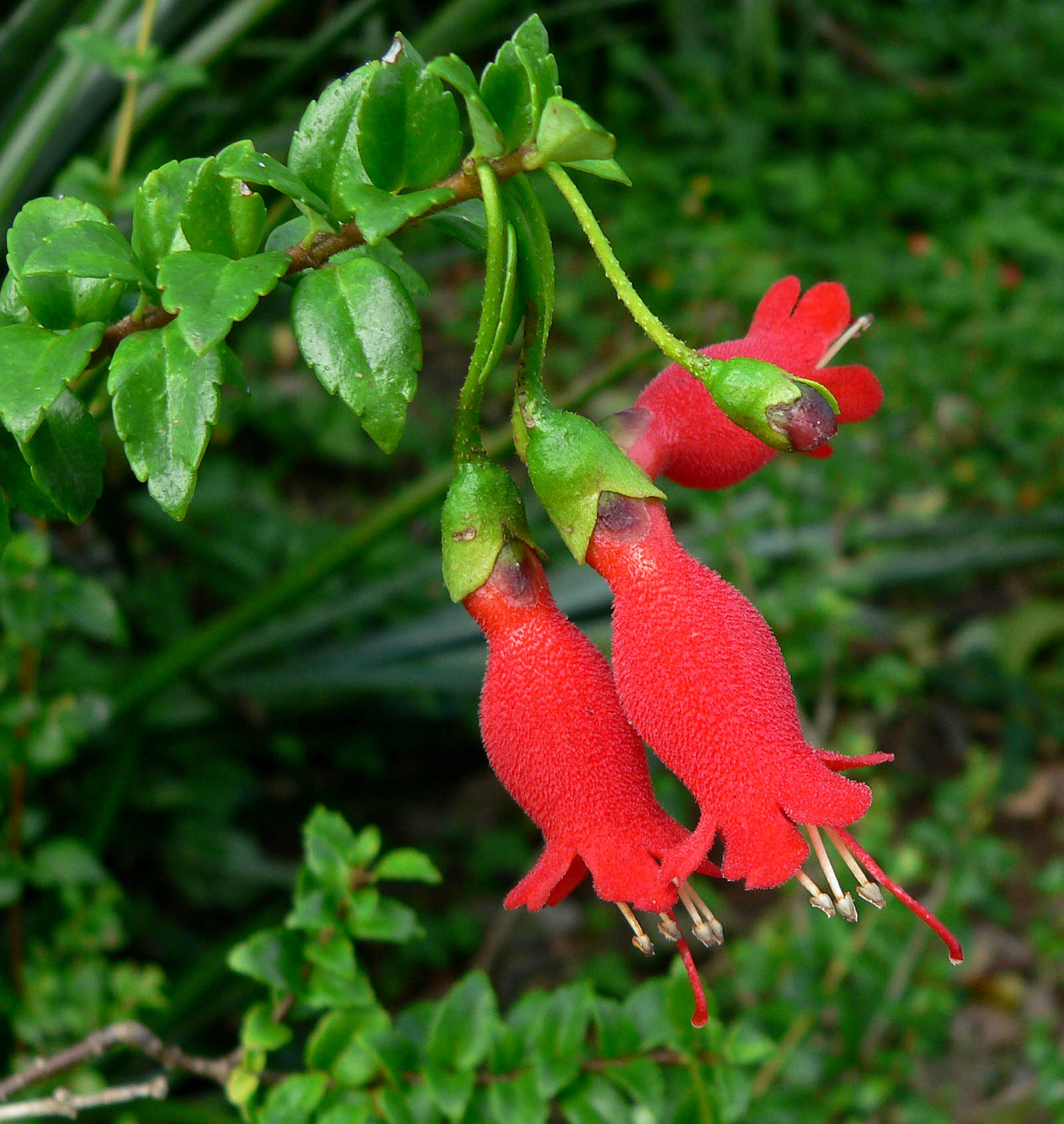
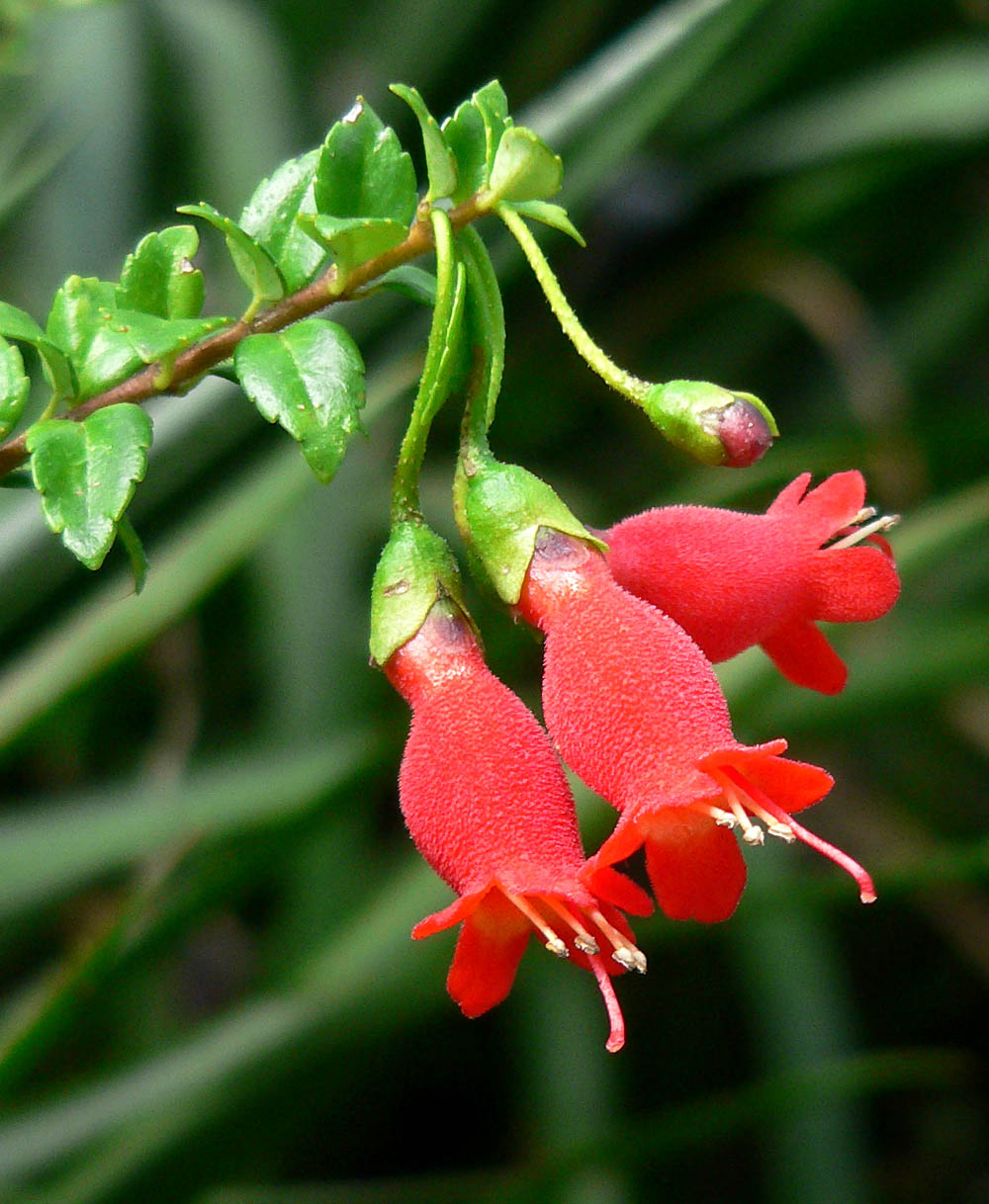
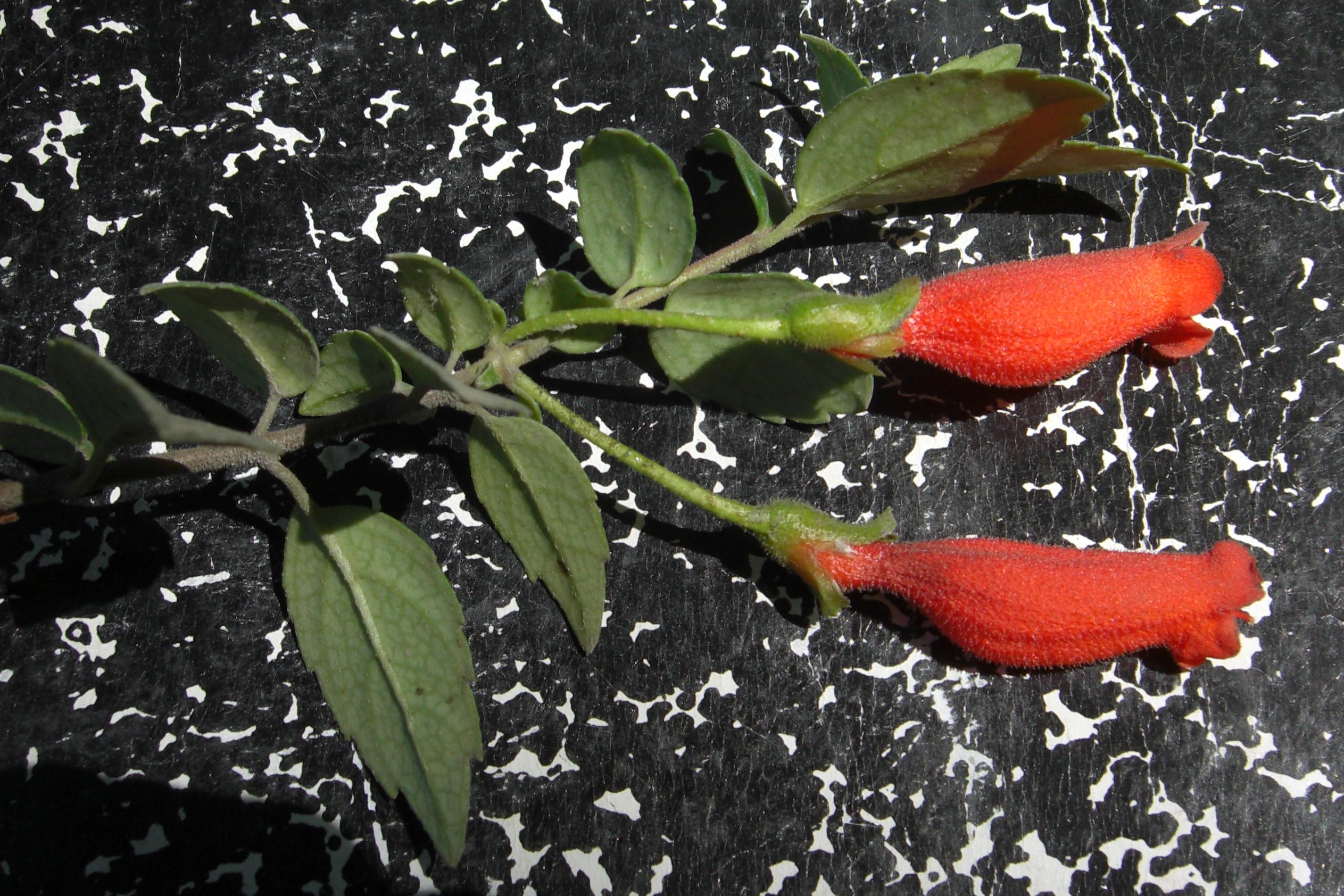
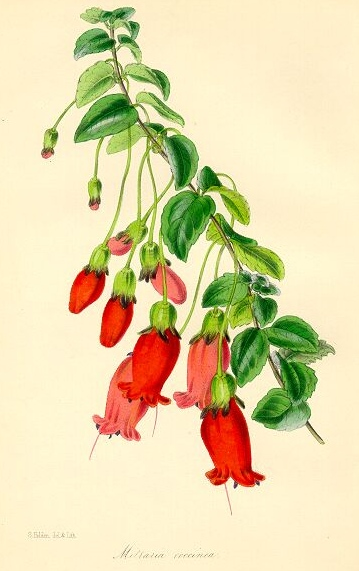